# Aphaniosoma serpens
Aphaniosoma serpens is een vliegensoort uit de familie van de Chyromyidae. De wetenschappelijke naam van de soort is voor het eerst geldig gepubliceerd in 2001 door Carles-Tolra.